# العبودية في أمريكا اللاتينية
العبودية في أمريكا اللاتينية هي مؤسسة اقتصادية واجتماعية كانت موجودة في أمريكا اللاتينية قبل الحقبة الاستعمارية، واستمر وجودها حتى ألغيت بشكل قانوني من قبل الدول المستقلة حديثًا خلال القرن التاسع عشر. ومع ذلك، استمرت بشكل غير قانوني في بعض المناطق حتى القرن العشرين. بدأت العبودية في أمريكا اللاتينية في فترة ما قبل الاستعمار عندما تأسست الحضارات الأصلية، بما في ذلك المايا والأزتيك، باستعباد الأسرى الذين أسروهم في الحرب. بعد غزو الإسبان والبرتغاليين لأمريكا اللاتينية، نُقل حوالي 12 مليون عبد عبر المحيط الأطلسي، واُخذ أكثر من 4 ملايين أفريقي مستعبد إلى أمريكا اللاتينية. أُخذ حوالي 3.5 مليون من هؤلاء العبيد إلى البرازيل.
بعد التحرر التدريجي لمعظم العبيد السود، استمرت العبودية على طول ساحل المحيط الهادئ في أمريكا الجنوبية طوال القرن التاسع عشر. اختطف تجار العبيد البيروفيون البولينيزيين من جزر ماركيساس وجزيرة القيامة، وأجبروهم على العمل البدني الشاق في المناجم والعمل في الأسمدة المستخرجة من ذرق الطيور في بيرو وتشيلي.

## استعباد شعوب الأمريكتين: نظام التكليف (الإنكوميديا)
كان نظام التكليف نظام عمل في إسبانيا وإمبراطوريتها (يُطبق على دائرة من الأهالي في مُستعمرات أميركا). كافأ هذا النظام الغزاة الإسبان بمجموعات من الأشخاص من المستعمرات الأمريكية ليعملوا لديهم. أُسس نظام التكليف لأول مرة في إسبانيا خلال الفترة الرومانية، ولكنه استُخدم أيضًا بعد الفتح المسيحي للأراضي الإسلامية. وطُبق على نطاق أوسع بكثير خلال الاستعمار الإسباني للأمريكتين والفلبين. كان يُعتبر الأشخاص الخاضعين تابعين للملك الإسباني. أعطى التاج نظام التكليف كمنحة لفرد معين. في عصر الغزو في القرن السادس عشر، اعتُبرت المنح احتكارًا لعمل مجموعات معينة من الهنود، وكان يحتفظ بهم صاحب المنحة إلى الأبد، وكان يُسمى الإيكومينديرو (مُراقب الأهالي في المستعمرات الأميركيّة)، وأحفاده.
مع الإطاحة بكريستوفر كولومبوس، أرسل التاج الإسباني حاكمًا ملكيًا، فراي نيكولاس دي أوفاندو، الذي أنشأ نظام التكليف بشكل رسمي. في كثير من الحالات، أُجبر الأمريكيون الأصليون على القيام بالأشغال الشاقة وتعرضوا لعقوبات شديدة والموت إذا قاوموا. أُرسل أحد الفاتحين، بارتولومي دي لاس كاساس، إلى منطقة البحر الكاريبي للاستيلاء على الأرض باسم التاج الإسباني. كوفئ بمنحة نظام تكليف على الجهد الذي بذله تكريما للتاج، ولكن بعد سنوات من رؤية المعاملة السيئة للسكان الأصليين، رفض السماح باستمرار هذه المعاملة. أبحر لاس كاساس عائدًا إلى إسبانيا، وطلب من الملك فرديناند وزوجته إيزابيلا حظر عبودية السكان الأصليين. وفي المقابل، اقترح استخدام العبيد الأفارقة في الأعمال الشاقة في الأراضي الزراعية الجديدة في منطقة البحر الكاريبي، حيث كانوا يستعبدون العبيد الأفارقة في نظام على مستوى القارة منذ 700 م. بحلول هذا الوقت، كان الإسبان يستخدمون بالفعل العبيد الأفارقة الذين اشتروهم من إمبراطوريات العبيد الأفريقية في بعض أعمالهم الشاقة في أوروبا. وبسبب إقناع لاس كاساس، منعت الملكة إيزابيلا ملكة القلعة العبودية الهندية واعتبرت السكان الأصليين «أتباعًا أحرارًا للتاج». وتوسع لاس كاساس في الحديث عن هذه القضية في مناظرة بلد الوليد الشهيرة. حاولت إصدارات مختلفة من قوانين جزر الهند، منذ عام 1512 فصاعدًا تنظيم التفاعلات بين المستوطنين والسكان الأصليين. استمر السكان الأصليون في خوض الحروب من أجل تحسين معاملتهم لمئات السنين. ناشد كل من السكان الأصليين والإسبان محكمة الجمهور الملكي لحل المشكلة بموجب نظام التكليف. تسبب هذا في انقسام أكبر بين الإسبان والطبقات الدنيا من السكان الأصليين. وفقًا للقوانين الجديدة التي وضعها التاج الإسباني، اكتسب السكان الأصليون بعض المكانة، وإن كانت لا تزال أقل من المواطنين الإسبان. سمح هذا للإسبان بالحفاظ على سيطرتهم على السكان الأصليين من خلال إيهامهم أنهم سيحصلون على بعض السلطة من هذه القوانين الجديدة. ولكن خدعت هذه القوانين السكان الأصليين لدفعهم على الموافقة على نظام التكليف فقط. سُمح لهم بأن يعيشوا حياة أكثر «تحضرًا» بين الإسبان، ولكن كان لديهم انطباع بأنهم سيكتسبون في النهاية القدرة على امتلاك الأرض لأنفسهم، وهو ما لم يكن أبدًا نية المواطنين الإسبان.
جلب نظام التكليف العديد من سكان التاينو الأصليين للعمل في الحقول والمناجم مقابل الحماية الإسبانية، والتعليم، وراتب موسمي بحجة البحث عن الذهب والمواد الأخرى. استغل العديد من الإسبان المناطق الخاضعة لسيطرة الإنكومنديروس الإسبان السكان الأصليين من خلال الاستيلاء على أراضيهم وثرواتهم. استغرق الأمر بعض الوقت قبل أن يثور الأمريكيون الأصليون ضد مضطهديهم الإسبان والعديد من الحملات العسكرية قبل أن يلغي الإمبراطور الإسباني تشارلز الخامس نظام التكليف كشكل من أشكال العبودية. يعتبر رافائيل ليمكين، وهو من صاغ مصطلح الإبادة الجماعية، أن انتهاكات إسبانيا للسكان الأمريكيين الهنود في الأمريكتين تشكل إبادة جماعية ثقافية وحتى صريحة، بما في ذلك انتهاكات نظام التكليف. ووصف العبودية بأنها «إبادة ثقافية بامتياز»، مشيرًا إلى أنها «الوسيلة الأكثر فعالية وشمولًا لتدمير الثقافات وإبعاد البشر عن المجتمع». ويعتبر المستعمرين مذنبين بسبب فشلهم في وقف انتهاكات النظام رغم الأوامر الملكية. تشير الأبحاث الحديثة إلى احتمال زيادة تفاقم انتشار أمراض العالم القديم بسبب الظروف المناخية القاسية والظروف المعيشية السيئة والمعاملة القاسية للسكان الأصليين في ظل نظام التكليف في إسبانيا الجديدة. وكان السبب الأساسي للوفاة هو ظروف العمل التي جعلت من أي مرض مكتسب بمثابة حكم بالإعدام، فالشيء الوحيد المنتظر من هؤلاء الأشخاص هو الحفاظ على سير العمل.